# شیائومی می اسمارت بند ۶
شیائومی می اسمارت بند ۶ (انگلیسی: Xiaomi Mi Smart Band 6) ردیابی با فعالیت پوشیدنی است که توسط شیائومی تولید شده‌است. این ساعت هوشمند در ۲۹ مارس ۲۰۲۱ در بازار چین معرفی شد و از ۲ آوریل همان سال در آنجا عرضه شد. این ساعت هوشمند دارای نمایشگر آمولد خازنی ۱۵۲ در ۴۸۶ پیکسل، اندازه‌گیر ضربان قلب ۲۴/۷ و سنسور Sp02 می‌باشد. همچنین در برخی نسخه‌ها از ارتباطات میدان‌نزدیک (NFC) پشتیبانی می‌کند.